# مانتین ایر کارگو
مانتین ایر کارگو (به انگلیسی: Mountain Air Cargo) یک شرکت هواپیمایی با کد یاتا C2 است که در تاریخ ۱۹۷۴ میلادی تأسیس شده است. دفتر مرکزی مانتین ایر کارگو در دنور، کارولینای شمالی، کارولینای شمالی، ایالات متحده آمریکا واقع شده‌است.